# Stadion Miejski w Werii
Stadion Miejski (gr. Δημοτικό στάδιο Βέροιας) – wielofunkcyjny stadion w Werii, w Grecji. 

## Charakterystyka
Został otwarty w 1925 roku. Obiekt może pomieścić 7000 widzów. Swoje spotkania rozgrywają na nim zawodnicy klubu PAE Weria.
Główna trybuna, powstała w 1997 roku, usytuowana jest po stronie zachodniej i jako jedyna posiada zadaszenie. W 2005 roku cały
obiekt wyposażono w plastikowe krzesełka, a także zainstalowano sztuczne oświetlenie. Dwa lata później zmodernizowane zostały także trybuny na łukach stadionu. Kolejne prace modernizacyjne miały miejsce w roku 2012.